# Franjo Tuđman
Franjo Tuđman (uttal: [frǎːɲo tûdʑman]), vanligen transkriberat Franjo Tudjman, född 14 maj 1922 i Veliko Trgovišće i dåvarande Kungariket Jugoslavien, död 10 december 1999 i Zagreb i Kroatien, var en kroatisk officer, professor och politiker. Som ett resultat av de första fria demokratiska parlamentsvalen i Kroatien sedan andra världskriget blev han år 1990 det självständiga Kroatiens förste president. Han omvaldes till president två gånger, bland annat vid val år 1996, och innehade presidentämbetet fram tills sin död år 1999.
Tuđman hyllas av sina anhängare som den som befriade Kroatien och gjorde landet till en fri, oberoende och demokratisk stat. Hans kritiker menar att han under sin ämbetstid styrde landet med en auktoritär hand och han har bland annat kritiserats för att ha tillämpat censur och begränsat yttrandefriheten.

## Biografi

### De första åren
Franjo Tuđman föddes i den lilla byn Veliko Trgovišće i norra delen av Kroatien. Under andra världskriget kämpade han som 19-åring tillsammans med Titos kommunistiska partisaner mot nazisterna och Kroatiens ultranationalistiska organisation Ustaša. Efter krigsslutet steg Tuđman i graderna och blev, inte ens 40 år gammal, en av de yngsta generalerna i den jugoslaviska armén. 1961, på toppen av sin militära karriär, lämnade han armén för att istället ta upp sina studier i historia. Inom kort blev han professor i statskunskap.
Tuđman, som med tiden kom att kritisera det kommunistiska ledarskapet i Jugoslavien, uteslöts ur det jugoslaviska kommunistpartiet och fängslades vid två tillfällen (sammanlagt fem år) på grund av sin kritik av Tito-styrets metoder.

### Dissident
Tuđman skrev flera serier av artiklar där han gjorde utfall mot det jugoslaviska kommunistiska etablissemanget och blev till följd av detta utesluten ur partiet. Hans viktigaste bok från denna period var Velike ideje i mali narodi ("Stora idéer och små människor"), en monografi över den politiska historien som berörde de sociala och nationella elementen i det jugoslaviska revolutionskriget (under andra världskriget) och som givetvis kolliderade med den kommunistjugoslaviska elitens lärosatser.
1971 dömdes han till två års fängelse för påstådda subversiva aktiviteter under den så kallade "kroatiska våren".
Under det turbulenta året 1971 iklädde sig Tuđman rollen som dissidenten, som ifrågasatte den förhärskande myten om den moderna serbiska nationalismen och antalet offer i det kroatiska koncentrationslägret Jasenovac, såväl som centralismens roll i Jugoslavien och fortsättningen på den förenande ideologin "jugoslavism". Tuđman kände att denna från början kroatiska romantiska panslaviska idé med sina rötter i 1800-talet, hade förvandlats till en hård verklighet där panserbiska krafter försökte vinna dominans över icke-serbiska folk, inte minst vad gällde ekonomi och armé till kultur och språk.
Tuđman ställdes 1981 återigen inför rätta för "brottet" att han givit en intervju i svensk TV och dömdes till tre års fängelse, men släpptes efter elva månader.

### President
Den federala regeringen i Jugoslavien tvingades, efter att det Jugoslaviska kommunistpartiet upplösts, på grund av inre motsättningar, utlysa det första fria flerpartivalet 1989, det första sedan andra världskriget.
Tuđmans kontakter med det kroatiska samfundet (nationellt och internationellt) visade sig vara avgörande då han 1989 med ekonomiskt stöd från sina kontakter grundade Kroatiska demokratiska unionen (Hrvatska demokratska zajednica, förkortat HDZ).
Detta var i hög grad en kroatisk nationaliströrelse som bekräftade kroatiska värderingar baserade på katolicismen blandat med historiska och kulturella traditioner som generellt sett kuvats i det kommunistiska Jugoslavien. Målet var att vinna nationell självständighet och att etablera en kroatisk nationalstat. Tuđmans parti segrade och vann omkring 60 % av platserna i det kroatiska parlamentet. Efter några konstitutionella ändringar valdes Tuđman till Kroatiens president.
Eftersom splittringen bland kommunisterna i Jugoslavien som orsakats av det internationella läget, av kantringen mot neoliberalism, Sovjetunionens sammanbrott, Tysklands enande och Titos död – alltså ett nytt ideologiskt läge – var det oundvikligt att konflikten skulle fortsätta efter de demokratiska val där antikommunister, kommit till makten i Kroatien, Slovenien och Bosnien-Hercegovina medan kommunisterna höll sina positioner i Serbien och Montenegro.
HDZ fick regeringsmakten i Kroatien 1990 samtidigt som Tuđman själv blev president. HDZ skulle stanna vid makten fram till 2000.

### Död
1993 konstaterades det att Tuđman led av cancer, men han tillfrisknade. 1999 försämrades hans allmänhälsa och han avled 10 december av inre blödningar på ett sjukhus i Zagreb.

## Citat
| ”                | Jag är glad att jag inte är gift med en serbiska eller en judinna. | „ |
| – Franjo Tuđman, |                                                                    |   |

Tudjman hade vid sitt partis segerfest blivit tillfrågad om sin frus etnicitet. Han svarade skämtsamt att hon tursamt nog var varken judinna eller serbiska. Vad han syftade på var två andra kroatiska ledares fruar. Ante Pavelićs fru ska ha varit judisk, Titos serbisk. Skämtet skulle varit att det var fruarnas etnicitet som hade gjort dessa båda ledare till olyckor för Kroatien. Frun refereras alltså till, skämtsamt eller allvarsamt, som den egentliga "regeringen".[källa behövs]

## Utmärkelser
- Hedersmedborgare i Zagreb,  1990
- Storkors av Frälsarens orden
- Zjukovmedaljen
- Riddare med storkors av Italiens militärorden
- Republiken Turkiets statsorden
- Chilenska förtjänstorden
- Storkorsriddare av Republiken Italiens förtjänstorden
- San Martín Befriarens orden
- Tapperhetsorden
- Isabella den katolskas orden
- Minnesmedalj för 1941 års partisaner
- Jugoslaviens militärförtjänstorden med stor stjärna
- Ante Starčević-orden
- Kung Tomislavs stororden
- Partisanstjärnans orden
- Drottning Jelenas stororden
- Dmitar Zvonimirs orden
- Petar Krešimir IV:s orden
- Hertig Trpimirs orden
- Förbundsrepubliken Tysklands förtjänstorden

[Redigera Wikidata]